# Uroda życia (powieść)
Uroda życia – powieść Stefana Żeromskiego z 1912 roku. Powieść opisuje losy Piotra Rozłuckiego, syna Jana, powstańca, wspomnianego w noweli Echa leśne.

## Treść
Piotr Rozłucki jest oficerem armii rosyjskiej, wychowany przez stryja generała w duchu wierności wobec caratu i Rosji. Jednak jego nastawienie zmienia się, gdy dowiaduje się o tragicznym losie swojego ojca, powstańca, zabitego przez Rosjan i widzi jego mogiłę. Postanawia powrócić do swoich polskich korzeni, ale na przeszkodzie stoi miłość do pięknej Rosjanki Tatiany. Piotr musi dokonać wyboru...
Kanwą powieści była historia Jana Marcińczyka. 

## Ekranizacje
- Uroda życia – film niemy z 1921 roku
- Uroda życia – film z 1930 roku